# Kokneses pagasts
Kokneses pagasts er en territorial enhed i Aizkraukles novads i Letland. Pagasten havde 4.188 indbyggere i 2010 og omfatter et areal på 170,60 kvadratkilometer. Hovedbyen i pagasten er Koknese.